# Centro de Interpretación „Castillo de San Cristóbal“

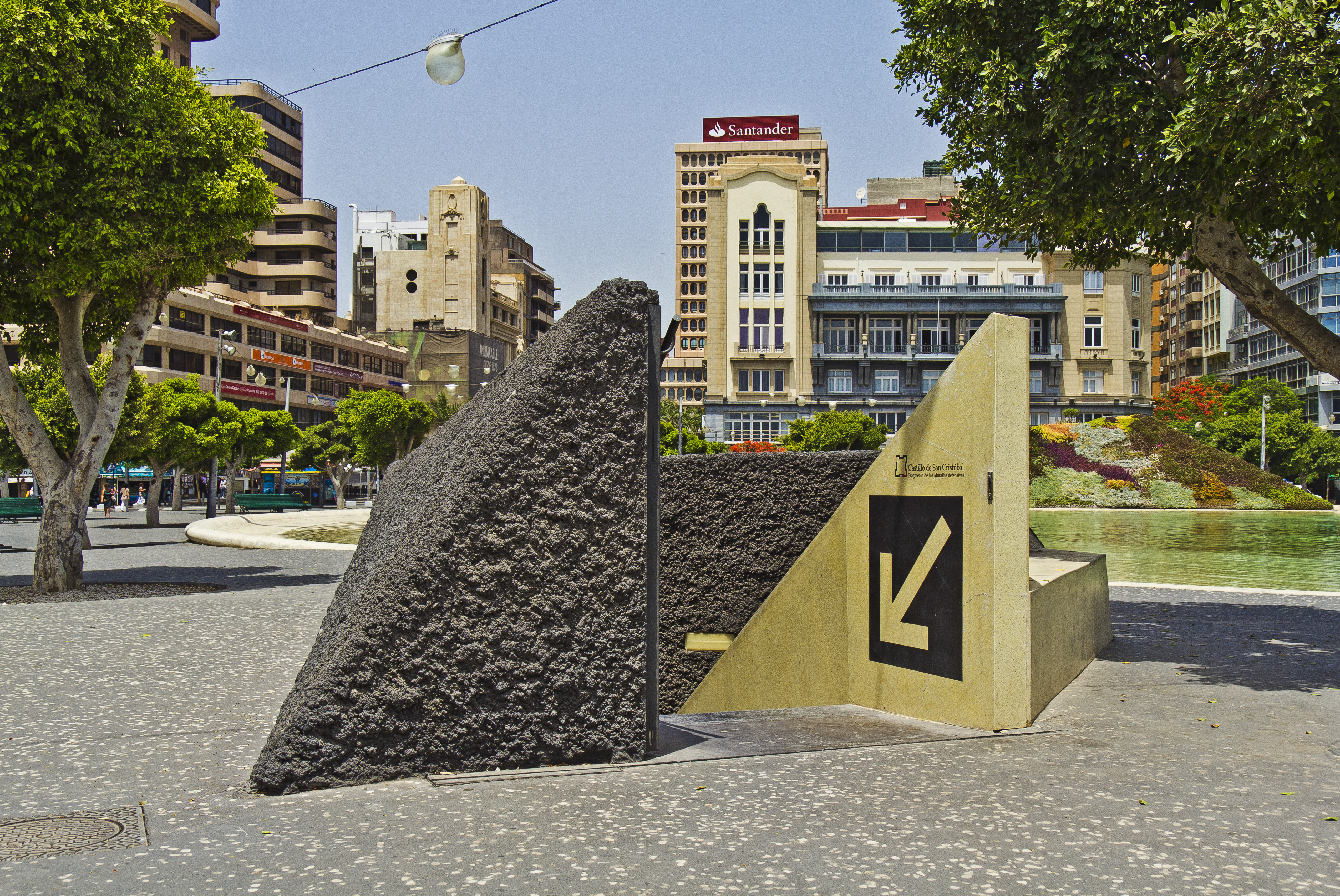
Eingang des Centro de Interpretación „Castillo de San Cristóbal“

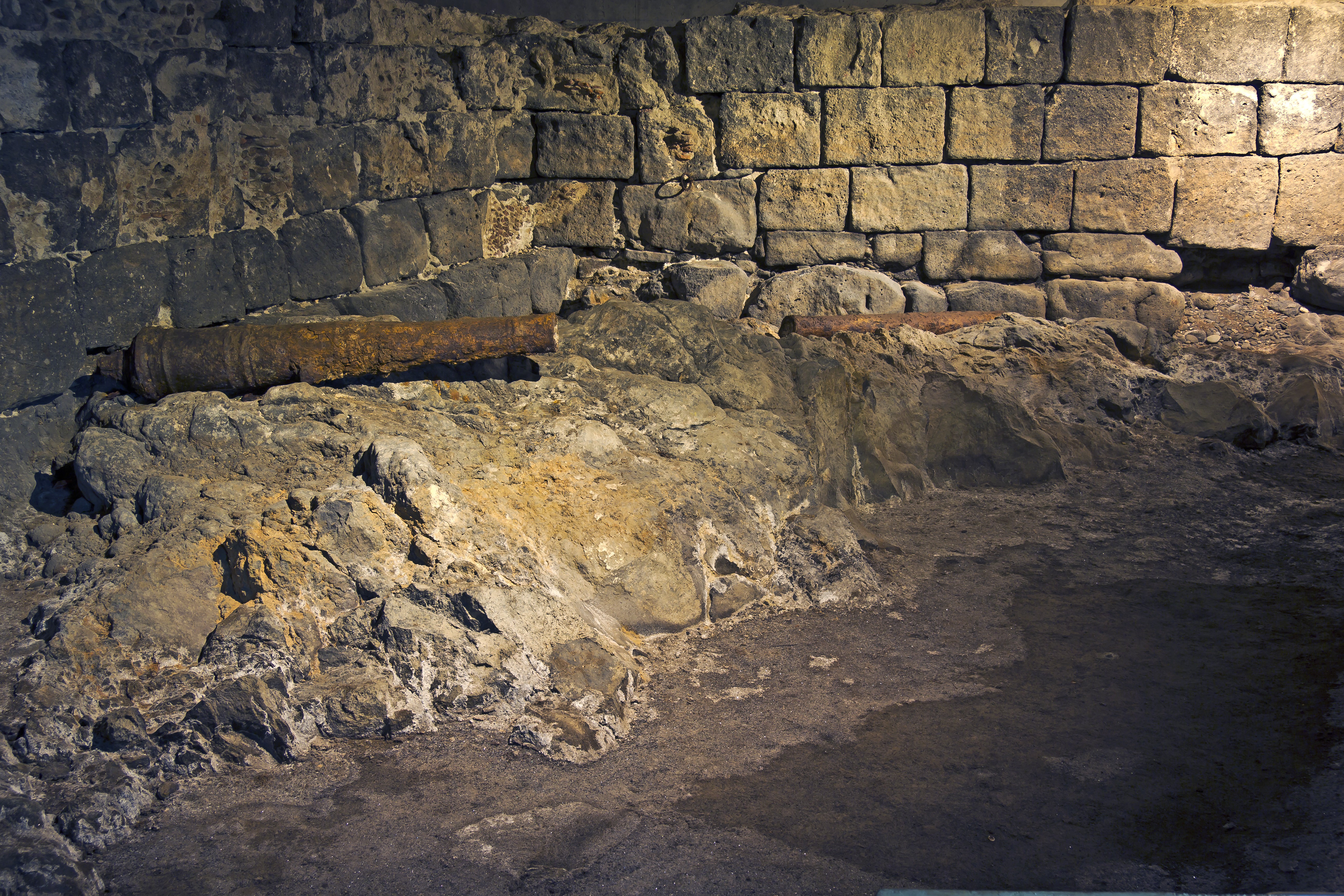
Grundmauern des Castillo de San Cristóbal unter der Plaza de España

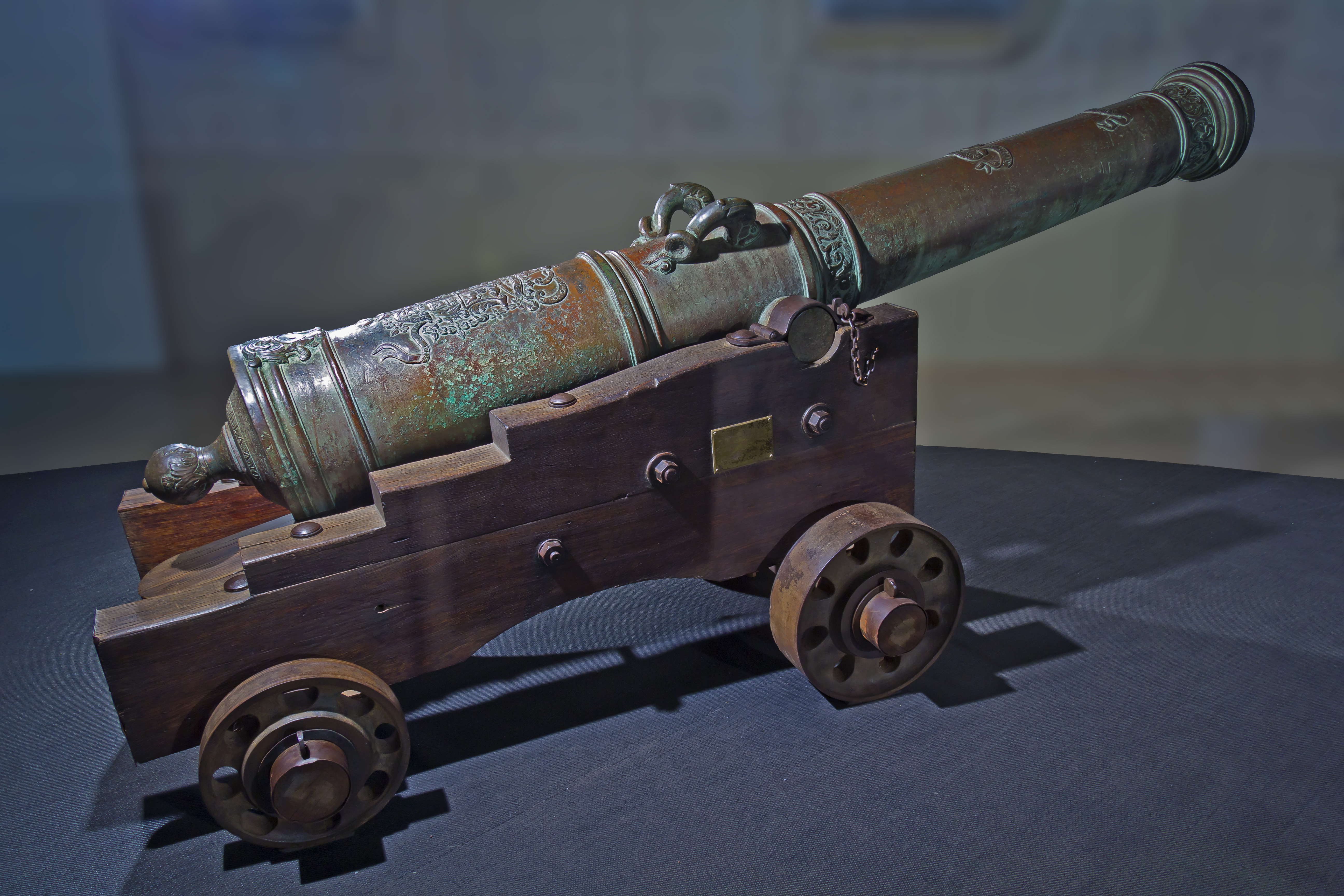
Kanone „El Tigre“ im Museum Castillo de San Cristóbal

Das Centro de Interpretación „Castillo de San Cristóbal“ ist ein Museum, das unter der Plaza de España in Santa Cruz de Tenerife eingerichtet wurde. Es ist dem Museo de Historia y Antropología de Tenerife angegliedert.

## Entstehung
Bei den Arbeiten der Umgestaltung der Plaza de España im Jahr 2006 stieß man auf Mauerreste des 1928 abgerissenen Castillo San Cristóbal. Diese Befestigungsanlage war seit der Mitte des 16. Jahrhunderts das Zentrum der Verteidigungsanlagen des Hafens von Santa Cruz de Tenerife. Aufgrund der Bedeutung des Fundes und weil in Spanien alle historischen Verteidigungsanlagen unter Kulturschutz gestellt wurden entschied man sich die Überreste im Rahmen eines Museums für die Öffentlichkeit zugänglich zu machen. Am 24. Juli 2008 wurde das Centro de Interpretación eröffnet.

## Schwerpunkte
Das Museum hat zwei Schwerpunkte: Einerseits die Geschichte des Castillo San Cristóbal und der Plaza de España, andererseits die Bedeutung des Castillos und der übrigen Verteidigungsanlagen bei der Abwehr feindlicher Angriffe. Der Schwerpunkt der Darstellung der feindlichen Angriffe liegt bei den englischen / britischen Angriffen von 1657 unter dem Befehl von Robert Blake, 1706 unter dem Befehl von John Jennings  und besonders 1797 unter dem Befehl von Horatio Nelson.
Im Zentrum der Ausstellung steht seit Juli 2009 die Kanone „El Tigre“. Es wird angenommen, dass ein Schuss aus dieser Kanone Nelson so verletzte, dass ihm der rechte Arm amputiert werden musste.